# 40 Batalion Saperów
40 Batalion Saperów – samodzielny pododdział wojsk inżynieryjno-saperskich ludowego Wojska Polskiego.
Sformowany na podstawie rozkazu Naczelnego Dowództwa Wojska Polskiego nr 58/org z 15 marca 1945 jako jednostka 13 Dywizji Piechoty w ramach realizacji planu rozbudowy wojska.

## Dowódcy
- kpt. Tadeusz Poddubny

## Struktura organizacyjna
Etat 04/506

- Dowództwo i sztab
- 3 kompanie saperów
  - 3 plutony saperów
  - drużyna zaopatrzenia
- kwatermistrzostwo
  - magazyn techniczny
  - drużyna gospodarcza

Stan etatowy
żołnierzy - 254 (oficerów – 33, podoficerów – 44, szeregowych – 177)
sprzęt:
- samochody – 3
- łodzie MN – 1